# Iphiaulax thespis
Iphiaulax thespis är en stekelart som beskrevs av Cameron 1904. Iphiaulax thespis ingår i släktet Iphiaulax och familjen bracksteklar. Inga underarter finns listade i Catalogue of Life.